# Empress of Australia
MS Empress of Australia fue un ferry operado por la Línea Nacional Australiana. Encargado en 1962 por la Australian National Line y botado por Cockatoo Docks & Engineering Company el 18 de enero de 1964, Empress of Australia fue en su momento el ferry de pasajeros más grande construido en el mundo.
Desde su viaje inaugural el 16 de enero de 1965, el barco podía transportar hasta 250 pasajeros en camarotes, 91 automóviles, 16 camiones y 160 contenedores intermodales. El ferry realizó tres viajes desde Sidney a Tasmania cada quince días hasta 1972; uno a cada uno de Hobart, Bell Bay y Burnie.
En 1972, el barco fue transferido a la ruta de Melbourne a Tasmania, reemplazando al MS Princess of Tasmania. Fue modificado en State Dockyard: la instalación de 190 asientos reclinables en el salón original aumentó su capacidad de pasajeros a 440 y se agregó una cubierta en el extremo de popa. El Empress of Australia comenzó a navegar entre Melbourne y Devonport el 28 de junio de 1972, y continuó cruzando el Estrecho de Bass hasta 1986.
El Empress of Australia fue sustituida en 1986 por el Abel Tasman, también ferry de coches. El Empress fue vendido a propietarios chipriotas y reacondicionado en gran medida y convertido en un crucero; pasó a llamarse Royal Pacific.

## Hundimiento
El 22 de agosto de 1992, el Royal Pacific zarpó de Singapur para un crucero de tres días y dos noches frente a las costas de Malasia y Tailandia. La tarde del 23 de agosto de 1992, fue embestido por el pesquero taiwanés Terfu 51 en el estrecho de Malaca después de que el Tefru calculara mal la distancia necesaria para cruzar el camino del océano Pacífico. La colisión provocó un agujero de dos metros debajo de la línea de flotación del casco. El barco permaneció sobre el agua durante aproximadamente 2 horas después de la colisión antes de hundirse alrededor de las 3 am.
En el momento del hundimiento transportaba a 516 personas, entre ellas 337 pasajeros y 179 tripulantes. La mayoría de los pasajeros eran de Singapur, con un número menor de pasajeros de Gran Bretaña, Australia, India, Estados Unidos, Indonesia, Alemania, Taiwán y Canadá. 193 pasajeros fueron rescatados por el barco japonés Marissa, mientras que la mayoría de los demás fueron recogidos por el barco griego Chapai. La colisión provocó 30 muertes, la mayoría atribuidas a la decisión de la tripulación de abandonar el barco primero. En el momento de la colisión, el Royal Pacific estaba pilotado por el capitán Anastasios Papagiannis.